# Karekatte, Channagiri
Karekatte là một làng thuộc tehsil Channagiri, huyện Davanagere, bang Karnataka, Ấn Độ.